# Jan Klapáč
Jan Klapáč, född 27 februari 1941 i Prag, är en före detta tjeckoslovakisk ishockeyspelare.
Han blev olympisk silvermedaljör i ishockey vid vinterspelen 1968 i Grenoble.